# Hell in a Cell 2013
Hell in a Cell 2013 è stata la quinta edizione dell'omonimo pay-per-view prodotto dalla WWE, svoltosi il 27 ottobre 2013 all'American Airlines Arena di Miami.
Per il quarto pay-per-view consecutivo, il main-event della serata ha visto affrontarsi Daniel Bryan e Randy Orton.

## Storyline
Il 18 agosto, a SummerSlam, Daniel Bryan ha sconfitto John Cena conquistando così il WWE Championship per la prima volta; tuttavia, al termine del match, l'arbitro speciale dell'incontro, ovvero Triple H, ha attaccato Bryan alle spalle per poi colpirlo con il Pedigree, permettendo quindi a Randy Orton di incassare il contratto del Money in the Bank ai danni dello stesso Bryan per diventare il nuovo campione. Il 15 settembre, a Night of Champions, Bryan ha sconfitto Orton per riconquistare il titolo; tuttavia l'arbitro Scott Armstrong aveva deciso il match con un conteggio veloce. Nella puntata di Raw del 16 settembre Triple H ha dunque privato Bryan del titolo, che è stato reso vacante, annunciando che esso verrà riassegnato a Battleground in un match tra Orton e lo stesso Bryan. Il 6 ottobre, a Battleground, il match tra Orton e Bryan è terminato in un no-contest a causa dell'interferenza di Big Show, il quale ha attaccato sia i due lottatori che gli arbitri. Nella puntata di Raw del 7 ottobre, il General Manager Brad Maddox ha annunciato che Bryan e Orton si sarebbero affrontati in un Hell in a Cell match per il vacante WWE Championship a Hell in a Cell. La sera stessa Maddox ha sancito che il pubblico dovrà scegliere tramite un sondaggio l'arbitro speciale del match; il sondaggio è stato poi vinto da Shawn Michaels.
Il 6 ottobre, a Battleground, Alberto Del Rio ha difeso con successo il World Heavyweight Championship contro Rob Van Dam in un Hardcore match. Nella puntata di Raw del 7 ottobre, la General Manager di SmackDown Vickie Guerrero ha annunciato che Del Rio dovrà difendere il titolo contro il rientrante John Cena (il quale era fermo da due mesi per un infortunio al gomito) a Hell in a Cell.
Il 14 luglio, a Money in the Bank, Paul Heyman ha tradito CM Punk durante il Raw Money in the Bank Ladder match colpendolo con una scala e causandone la sconfitta (difatti il match verrà poi vinto da Randy Orton). Il 18 agosto, a SummerSlam, Punk è stato sconfitto da Brock Lesnar (cliente di Heyman) in un brutale No Disqualification match. Il 15 settembre, a Night of Champions, Punk è stato sconfitto da Heyman e dall'altro suo cliente, ovvero l'Intercontinental Champion Curtis Axel, in un No Disqualification 2-on-1 Handicap Elimination match a causa dell'interferenza di Ryback, il quale ha effettuato un turn heel attaccando Punk e schierandosi con lo stesso Heyman. Il 6 ottobre, a Battleground, Punk ha sconfitto Ryback dopo averlo colpito con un low-blow non visto dall'arbitro. In seguito, sul sito della WWE, è stato annunciato che ci sarà una rivincita tra Punk e Ryback a Hell in a Cell. Nella puntata di Raw del 14 ottobre Heyman ha cercato di convincere il General Manager Brad Maddox a trasformare l'incontro di Hell in a Cell in un Handicap match con l'aggiunta di Curtis Axel, ma Maddox ha invece indotto un Beat the clock Challenge; chi tra Punk e Ryback riuscirà a vincere nel minor tempo potrà scegliere la stipulazione del match di Hell in a Cell. Ryback ha sconfitto R-Truth in un tempo di 05:44, mentre Punk ha battuto Axel in un tempo di 05:33 e quindi lo stesso Punk ha scelto come stipulazione un 2-on-1 Handicap Hell in a Cell match aggiungendo Heyman come partner di Ryback.
Il 15 settembre, a Night of Champions, AJ Lee ha difeso con successo il Divas Championship in un Fatal 4-Way match che includeva anche Natalya, Brie Bella e Naomi. A [Battleground, AJ ha mantenuto il titolo sconfiggendo Brie Bella a causa di una distrazione ai danni di Brie da parte di Tamina, la quale stava attaccando Nikki Bella. Nell'edizione di SmackDown del 18 ottobre, Brie ha sconfitto AJ in un match non titolato. Nella puntata di Raw del 21 ottobre Brie è riuscita a schienare AJ in un Tag Team match, ottenendo così un incontro per il Divas Championship contro la stessa AJ a Hell in a Cell.
Il 6 ottobre, a Battleground, Cody Rhodes e Goldust hanno sconfitto i WWE Tag Team Champions dello Shield (Seth Rollins e Roman Reigns) in un match non titolato, mantenendo così i propri posti di lavoro (kayfabe). Nella puntata di Raw del 14 ottobre, i fratelli Rhodes hanno sconfitto Rollins e Reigns conquistando così il WWE Tag Team Championship grazie all'intervento di Big Show. Nella puntata di Raw del 21 ottobre Rollins e Reigns si sono scontrati con gli Usos (Jey Uso e Jimmy Uso) per determinare i contendenti n°1 ai titoli di coppia, ma il match è terminato in un no-contest a causa dell'interferenza dei fratelli Rhodes (che erano al tavolo dei commentatori), i quali attaccano l'altro membro dello Shield, ovvero lo United States Champion Dean Ambrose. In seguito Triple H ha annunciato che Rhodes e Goldust dovranno difendere il WWE Tag Team Championship a Hell in a Cell contro lo Shield (Rollins e Reigns) e gli Usos in un Triple Threat Tag Team match.
Nella puntata di Raw del 21 ottobre è stato annunciato che i Los Matadores (Diego e Fernando) affronteranno i Real Americans (Antonio Cesaro e Jack Swagger) a Hell in a Cell.
Nella puntata di SmackDown del 18 ottobre Big E Langston ha aiutato CM Punk a difendersi dall'attacco di Ryback e Curtis Axel. Nella puntata di Raw del 21 ottobre Langston ha sconfitto Axel in un match non titolato, guadagnandosi un match per l'Intercontinental Championship dello stesso Axel nel Kick-Off di Hell in a Cell; tuttavia, a causa di un infortunio di Axel, tale incontro è stato cancellato e rimpiazzato con un match tra il Mr. Money in the Bank Damien Sandow e Kofi Kingston. Durante il Kick-Off di Hell in a Cell, Dean Ambrose ha dichiarato che difenderà lo United States Championship contro Langston più tardi in serata.

## Risultati
| #       | Incontri                                                                                  | Stipulazioni                                                                          | Durata |
| ------- | ----------------------------------------------------------------------------------------- | ------------------------------------------------------------------------------------- | ------ |
| Kickoff | Damien Sandow ha sconfitto Kofi Kingston                                                  | Single match                                                                          | 07:01  |
| 1       | Cody Rhodes e Goldust (c) hanno sconfitto lo Shield e gli Usos                            | Triple threat tag team match per il WWE Tag Team Championship                         | 14:38  |
| 2       | Fandango e Summer Rae hanno sconfitto The Great Khali e Natalya (con Hornswoggle)         | Mixed tag team match                                                                  | 04:50  |
| 3       | Big E ha sconfitto Dean Ambrose (c) per count-out                                         | Single match per il WWE United States Championship                                    | 08:43  |
| 4       | CM Punk ha sconfitto Paul Heyman e Ryback                                                 | Two-on-one handicap hell in a cell match                                              | 13:49  |
| 5       | I Los Matadores hanno sconfitto i Real Americans                                          | Tag team match                                                                        | 05:52  |
| 6       | John Cena ha sconfitto Alberto Del Rio (c)                                                | Single match per il World Heavyweight Championship                                    | 15:17  |
| 7       | AJ Lee (c) (con Tamina Snuka) ha sconfitto Brie Bella (con Nikki Bella) per sottomissione | Single match per il WWE Divas Championship                                            | 05:40  |
| 8       | Randy Orton ha sconfitto Daniel Bryan                                                     | Hell in a cell match per il WWE Championship con Shawn Michaels come arbitro speciale | 22:04  |